# 22824 von Neumann
22824 von Neumann là một tiểu hành tinh vành đai chính với chu kỳ quỹ đạo là 1301.7531867 ngày (3.56 năm).
Nó được phát hiện ngày 12 tháng 9 năm 1999, và is đặt tên theo Hungarian và U.S. nhà toán học John Ludwig von Neumann.